# Cenocoelius ruficeps
Cenocoelius ruficeps är en stekelart som beskrevs av Szepligeti 1901. Cenocoelius ruficeps ingår i släktet Cenocoelius och familjen bracksteklar. Inga underarter finns listade.